# Rollcage
Rollcage — игра, созданная британской группой Attention to Detail. Выпущена 24 марта 1999 года. Представляет собой футуристический симулятор автогонок. Основное отличие от большинства аналогичных — это скорость автомобилей, наличие большого арсенала разнообразного футуристического оружия, игра имеет уникальный для того времени физический движок, позволяющий перемещаться по полу, потолку, стенам. Имеются одиночные режимы игры (Аркада, Наперегонки со временем, Гоночная кампания) и многопользовательские (Классическая гонка, Deathmatch). Игра поддерживает: Split screen — до 4 игроков, LAN, модем.

## Обзор
В игре имеется 6 машин, с именами Tony, Lothar, Ria, Jet, Leon и Lenny. Все машины отличаются по своим характеристикам, после прохождения кампании на уровне Easy — добавляется седьмая машина Yuri (полицейский), которая будет играть против игрока. После прохождения кампании на уровне Hard игрок получает этот автомобиль в своё распоряжение.

## Трассы
В игре присутствует несколько «миров», на каждом из которых несколько трасс, отличающихся по размеру и сложности.
- Neoto city — группа трасс с городскими пейзажами, основанными на японских мегаполисах, что видно из логотипа мира.
- Harpoon — группа трасс на побережье, в тропических краях.
- Saphire — трассы расположены в заснеженных районах, много снега и льда.
- Outworldworld — инопланетные трассы, на территории некоего марсианского комплекса.

## Оружие и бонусы
Каждая машина может нести по две единицы вооружения или бонусов, которые можно задействовать в любой момент. Получение оружия или бонусов осуществляется путем наезда на светящиеся метки на трассе, которые расставляет некое летающее устройство. Вид оружия или бонуса, полученного при наезде на метку, определяется случайно. Оружие делится на защитное и атакующее.

### Ракета в первого
Ракета, которая летит через всю трассу, обгоняет лидера, разворачивается, и прицельно атакует. Может быть сбита рельефом трассы, резкими поворотами, тоннелями.
Противодействие: Включить щит, летящую на встречу ракету атаковать буравчиком, открыть портал, при определённой сноровке — можно сбить одиночной ракетой.

### Портал
Создаётся туннель в пространстве, который летит перед машиной и прицепляется к впереди идущей машине, либо разбивается об стены. Если в течение 3 секунд атакованный от портала не избавится — то окажется позади атакующего.
Противодействие: Буравчик, таран любого объекта, остановка машины.

### Одиночная ракета
Одиночная ракета, по умолчанию нацеленная на ближайший объект расположенный на трассе, при отсутствии таковых — летит вперёд, пока не встретит препятствие. В распоряжении игрока имеется кнопка «Прицел», позволяющая прицелится по впереди идущей машине. Если нажать «Вид сзади» и «Прицел», то можно прицелиться назад, что требует большой сноровки.
Противодействие: Щит, маневрирование, уход из зоны видимости.

### Замораживающий луч
Лучи в виде молний, замораживающие покрышки всех ближайших машин, в результате чего машины теряют управление.
Противодействие: Нет.

### Буравчик
Тройная ракета, будучи выпущена — летит вперёд, «насквозь», по рельефу трассы, пока не врежется в объект или стену. Если на пути попадётся 2 или более машин — атакованы будут все, а ракета полетит дальше. В режиме Deathmatch — это единственное доступное оружие. При попадании в противника — противник погибает и возрождается на точке респаун.
Противодействие: Щит, маневрирование.

### Искривление времени
Эффект, когда для всех машин противника время становится «вязким», и скорость уменьшается до 10 раз. Никогда не достаётся первому.
Противодействие: Запуск ещё одного искривления времени отменит эффект работающего в данный момент. Но сам тоже не заработает.

### Щит
Силовой экран вокруг машины, позволяет выдержать одно попадание любой ракеты, или несколько таранов, в зависимости от прочности объекта, без потери скорости и управления.

### Ускоритель
Машина получает толчок ускорения. Ускоряться можно и просто продвигаясь по трассе, при помощи синих площадок.

## Оценки
| Сводный рейтинг | Сводный рейтинг           |
| Агрегатор       | Оценка                    |
| --------------- | ------------------------- |
| GameRankings    | 78,90 % (PS) 73,96 % (ПК) |